# 47 Tucanae
47 Tucanae (NGC 104) o simplemente 47 Tuc es un  cúmulo globular situado en la constelación Tucana. Está a unos 16 700 años luz de la tierra y tiene un diámetro de unos 120 años luz. Puede verse a simple vista, con una magnitud visual de 4,0.
47 Tucanae fue descubierto por Nicolas Louis de Lacaille en 1751, su localización sureña lo había mantenido oculto a los observadores europeos hasta entonces.
Aparentemente está cerca de la Pequeña Nube de Magallanes pero no tienen ninguna relación física sólo por coincidencia están en la misma línea de visión.
Es el segundo cúmulo globular más brillante después de Omega Centauri, y se caracteriza por poseer un brillo vivo y un núcleo muy denso, y por lo menos  21 estrellas rezagadas azules cerca del núcleo.
47 Tucanae está incluido en el Catálogo Caldwell de Patrick Moore con el nombre de C106 Y esta hecha principalmente de pulsar (es) por lo cual es muy ruidoso como todos los cumulo globulares fuera de la galaxia.

## Galería

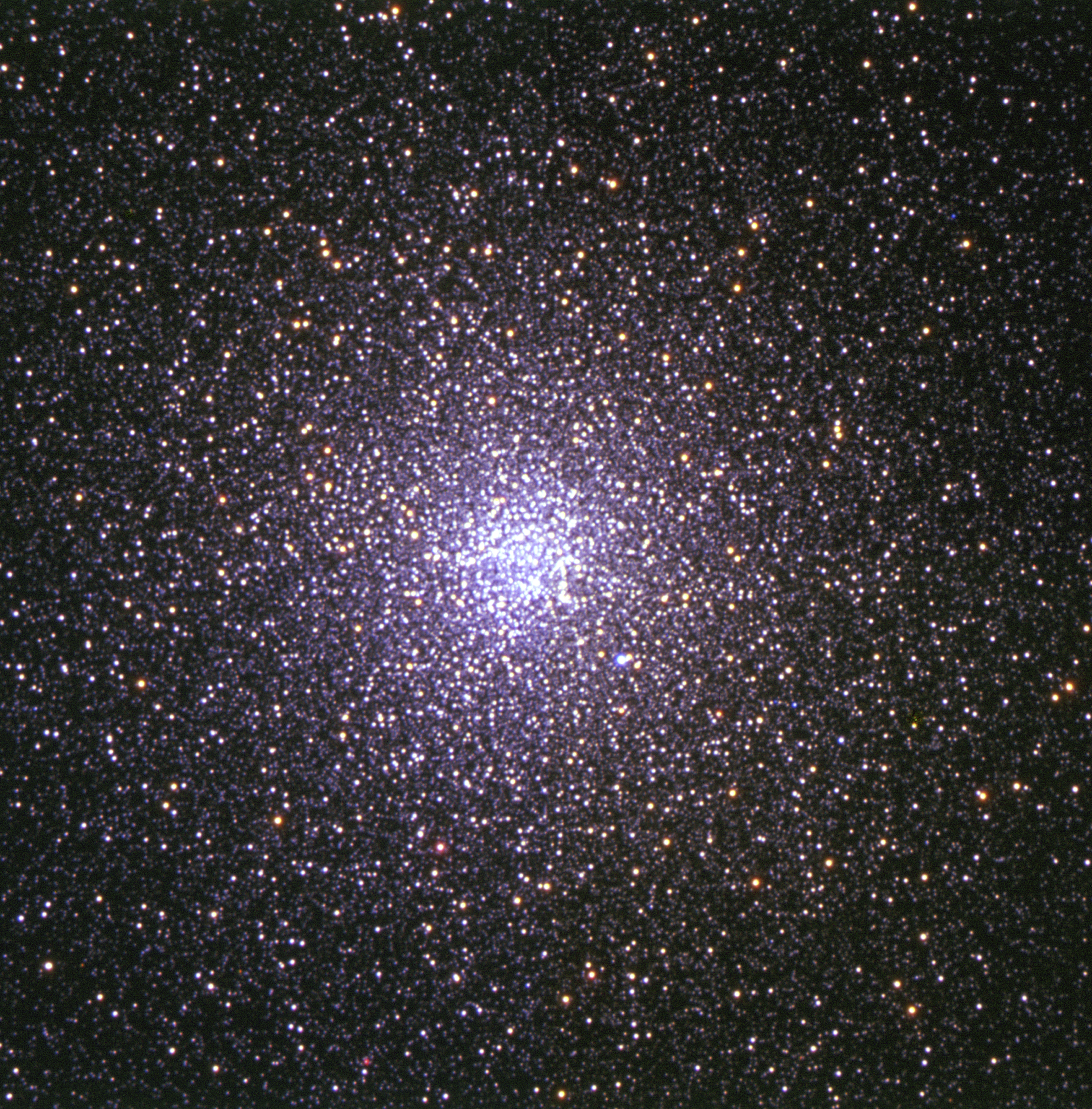
Cúmulo globular 47 Tuc. Cortesía del ESO.

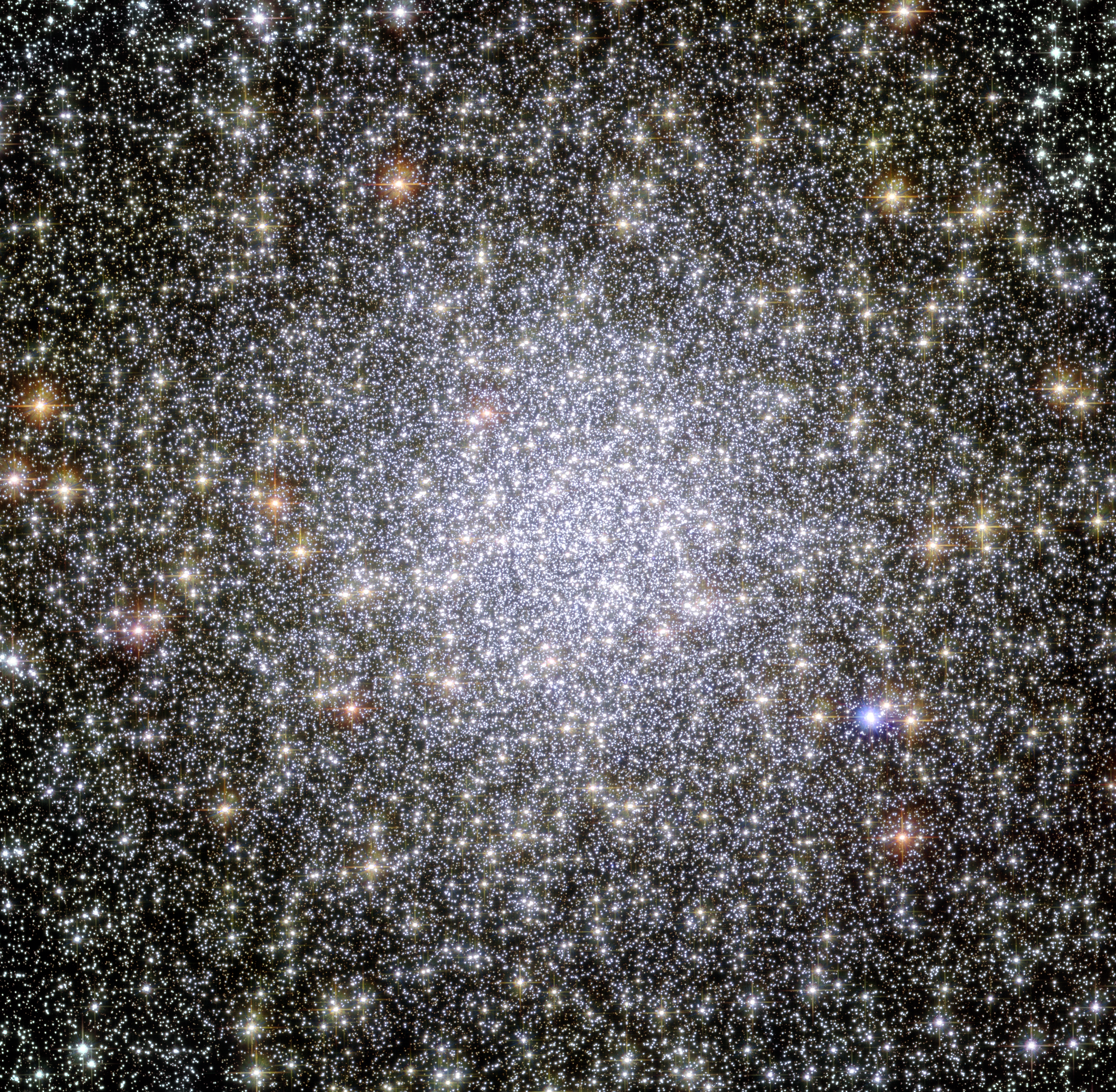
Imagen del Telescopio Espacial Hubble.

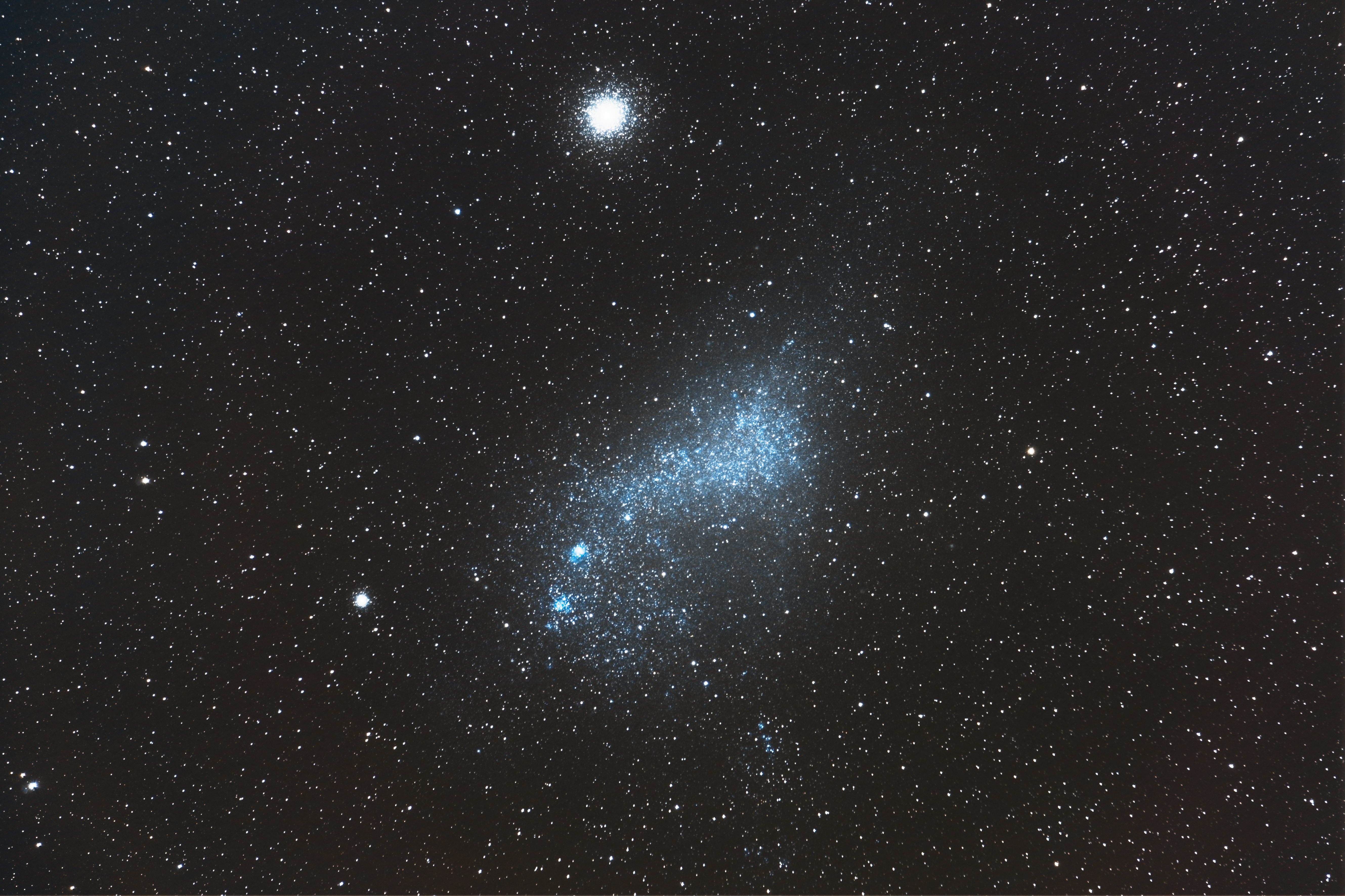
NGC 104 (encima) y la Pequeña Nube de Magallanes en el centro de la imagen.